# Maxwell Fry

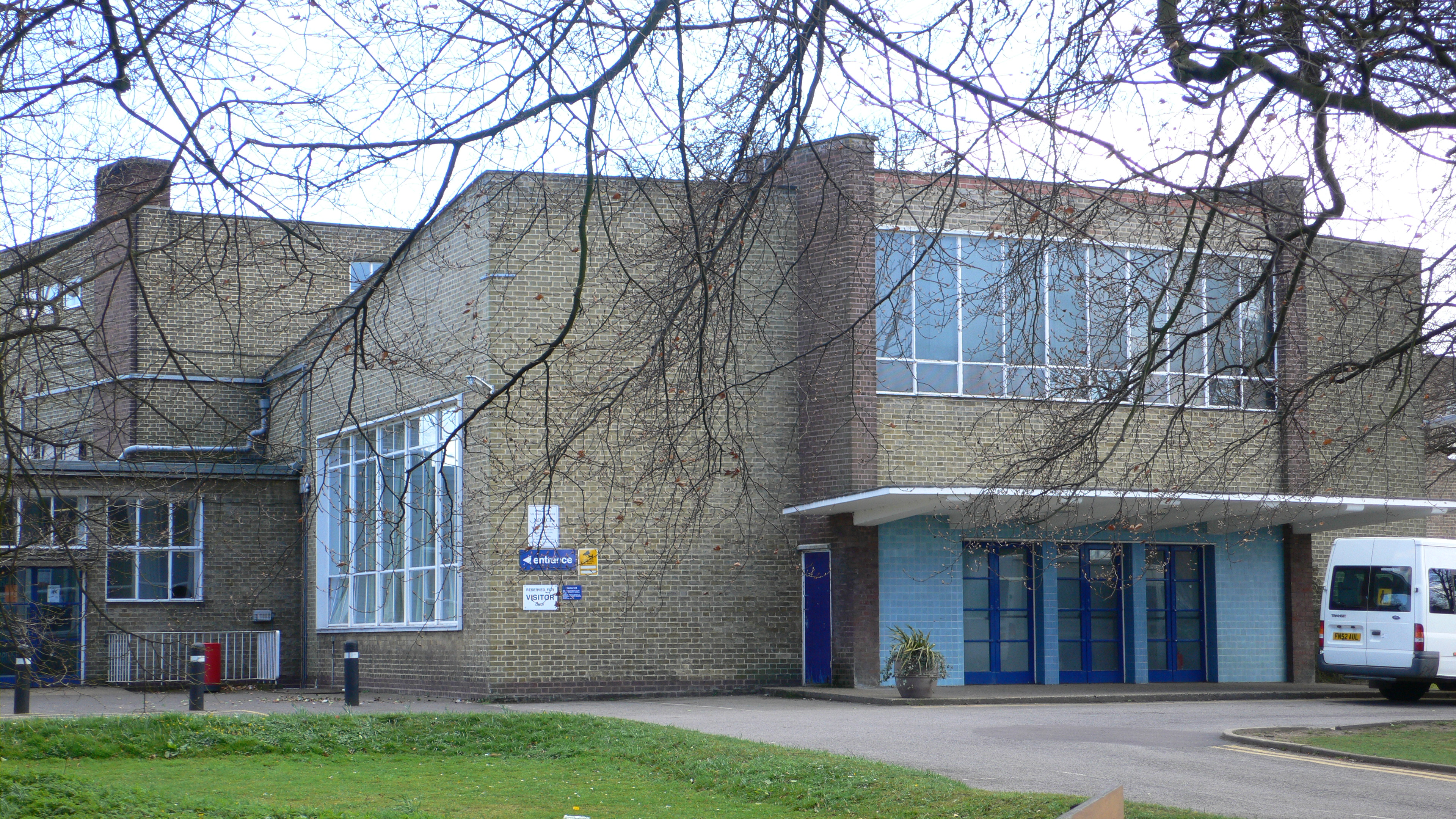
M. Fry: Impington Village College

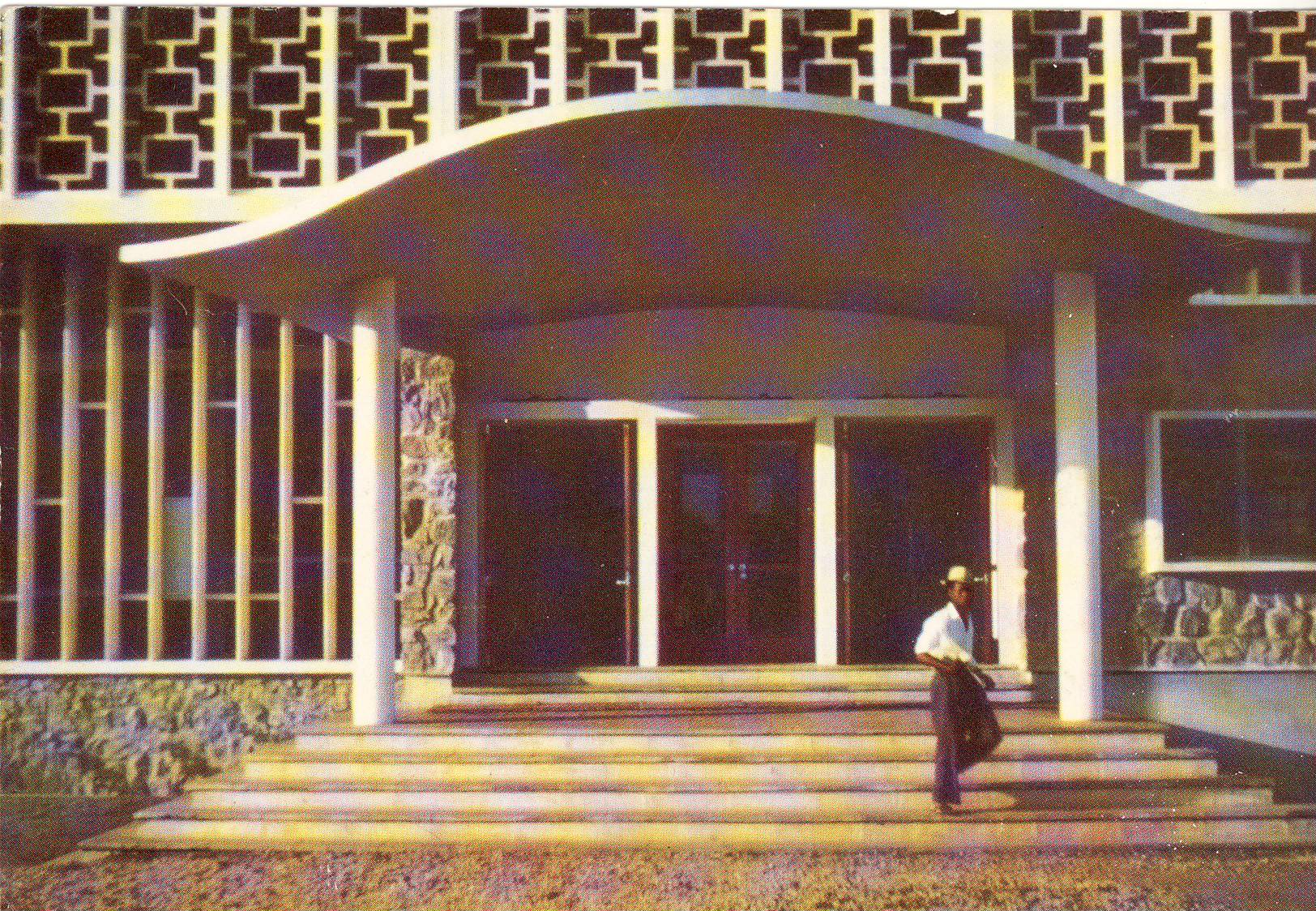
Kenneth Onwuka Dike Library, University of Ibadan (Nigeria)

Edwin Maxwell Fry (ur. 2 sierpnia 1899 w Wallasey, zm. 3 września 1987 w Cotherstone) – brytyjski architekt modernistyczny.

## Życiorys
Fry studiował architekturę na uniwersytecie w Liverpoolu. W latach 1934–1936 prowadził wspólne biuro z Walterem Gropiusem. Później (w latach 1946–1973) współpracował z żoną – Dame Jane Beverly Drew (1911–1996) oraz z Denysem Lasdunem w biurze Fry, Drew & Partners. W latach 1951–1954 pracował w Czandigarh przy realizacji projektów Le Corbusiera
Odznaczony Komandorią Orderu Imperium Brytyjskiego (CBE).

## Główne realizacje
- dom Benna Levy’ego w Londynie,[1935 (z Walterem Gropiusem)
- dom jednorodzinny w Hampstead, 1936
- budynek wielorodzinny Kensal House w Londynie, 1937
- biurowiec Cooperative Building w Ibadanie w Nigerii, 1957